# Слово і Діло
«Слово і Діло» — український аналітичний портал, який здійснює перевірку виконання обіцянок, даних українськими політиками та чиновниками.
У 2019 році був включений Інститутом масової інформації до групи з 10 українських медіа, що максимально відповідають критеріям якості і професійності для засобів масової інформації. [⇨]

## Історія
Засновником ТОВ ІА «Слово і Діло» є Пітєніна Катерина Олександрівна.
За даними Vox Ukraine, портал «Слово і Діло» почав діяти 12.12.2011. Він висвітлював інформацію щодо обіцянок і стану їх виконання провідними українськими політиками та чиновниками. Переслідував мету дотримання принципу відкритості влади та підзвітність політиків і посадових осіб органів державного управління звичайним громадянам.
Станом на березень 2012 року сайт містив дані про понад 600 персон, близько 5000 їх обіцянок.
Станом на 2017 рік, за вісім років роботи, колектив «Слова і Діла» зібрав понад 40 тис. обіцянок.

## Принцип роботи аналітичного порталу

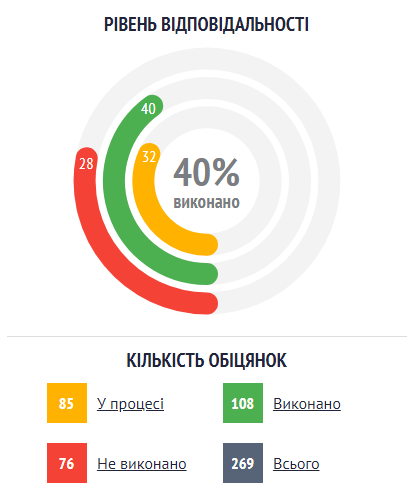

Учасники проєкту постійно виконують роботу з пошуку обіцянок українських політиків і чиновників різного рівня у друкованих ЗМІ, на сторінках їх соціальних мережах, на теле- та радіоефірах, у публічних виступах. Обіцянкою може стати зобов'язання щось зробити або не робити, виходячи з власних посадових обов'язків, політичної та партійної приналежності або моральних, соціальних чи громадянських цілей. Цих критеріїв достатньо, щоби проєкт фіксував навіть ті заяви, що виходять за межі компетенції держслужбовця. Проте обіцянкою може стати лише те, що піддається перевірці. Працівники проєкту для перевірки виконання обіцянок надсилають у різні державні органи запити, телефонують або, якщо є можливість, виїжджають на місце.
Станом на 2012 рік повідомлялося, що особливістю порталу є можливість вносити інформацію будь-яким користувачем.
На основі аналізу зібраних даних система формує і постійно оновлює рейтинги відповідальності та ефективності політиків і чиновників. Рейтингова і порівняльна система сформована за багатьма критеріями. Кожна цифра в рейтингах підтверджена конкретними документами і фактами.
Для наочності інформації створені графіки.

## Персоналії
- Катерина Пітєніна — директор, головний редактор аналітичного порталу «Слово і Діло»
- Валентин Гладких — політичний експерт ГО «Слово і Діло»[9]
- Олександр Москалюк — політичний експерт ГО «Слово і Діло»[10]

## Вплив
На «Слово і Діло» посилалися як на джерело перевірки обіцянок такі видання і проєкти як «Центр журналистских расследований», «Апостроф», «Подробиці».

## Оцінки та критика
- Згідно з матеріалом журналіста Віктора Неганова з видання «Главное» 2016 року, один з проєктів «Слово і Діло» — «Система народного контролю» — був заснований Віталієм Коршуновим. Коршунов пов'язаний із Тетяною Бахтеєвою — був 10 років її помічником, співзаснував разом з нею Донецький обласний благодійний фонд «Гуманність», а також може мати інші зв'язки із діячами колишньої Партії регіонів.[8] У матеріалі висувається звинувачення Катерини Пітєніної у некомпетентності при висвітленні роботи сайту «Миротворець» та органів судової влади у «бурштинових» справах. Згідно з твердженням журналіста, Пітєніна у запиті на отримання інформації до Антона Геращенка послалася на неіснуючі норми українського законодавства, через що отримала формальну відмову у відповідь. З відмови «Слово і Діло» зробило висновок про не виконання обіцянки щодо припинення процедури банкрутства ДП «Укрбурштин». Журналіст стверджує, що потрібна відповідь була у вільному доступі на сторінці єдиного реєстру судових рішень. Журналіст також стверджує, що у Антона Геращенка було значно більше обіцянок, які «Слово і Діло» не фіксував, проте ці обіцянки були виконані.[8] На основі цього журналіст доходить до висновку, що вибірковість у переліку обіцянок, які публікуються в проєкті «Слово і діло», дозволяє накручувати будь-який рейтинг «відповідальності» будь-якій публічній особі.[8]
- У серпні 2017 року видання Детектор медіа віднесло «Слово і Діло» до трьох найвідоміших в Україні фактчекінгових проєктів політичних обіцянок разом з Vox Ukraine і вже недіючим на той час проєктом «Владометр».[6]
- У листопаді 2018 року Інститут масової інформації (ІМІ) відніс «Слово і Діло» до групи ЗМІ, власниками яких є українські резиденти, імена яких невідомі широкій громадськості, і оцінка їхньої афілійованості потребує окремого дослідження.[14]
- У 2019 році експерти Інституту масової інформації віднесли «Слово і Діло» до Білого спику медіа. До цієї групи потрапили також такі медіа як Громадське, Дзеркало тижня, Ліга, Новое время, Радіо Свобода, Укрінформ, Українська правда, Український тиждень, УНН. Належність до цієї групи встановлюється через максимальну відповідність цих on-line медіа 12 критеріям, які характеризують професійність, відвідуваність, незалежність.[15] Були відібрані ЗМІ, що набрали 9 і більше балів з 12 можливих за критеріями:[16]
  - рівень дотримання стандартів: достовірності (не нижче 85 %), балансу (не нижче 90 %), відокремлення фактів від коментарів (не нижче 95 %);
  - рівень власних новин не нижче — 30 %;
  - відсутність: джинси в головній стрічці новин, неналежного маркування в головній стрічці новин, чорного PR, мови ненависті, сексизму та об'єктивації жінок, фейків;
  - прозорість ЗМІ, вказання свого власника (кінцевого бенефіціара), головного редактора, наявність контактів;
  - наявність редакційної політики на сайті.
- Портал «Слово і Діло» був включений до четвірки українських факт-чек організацій згідно зі щорічним аудитом Reporter's Lab — проєкту Sanford School of Public Policy[en] (Дюкський університет, США). До четвірки увійшли також Stop Fake, Vox Ukraine і FactCheck-Ukraine.[17]